# Élections générales guatémaltèques de 2015

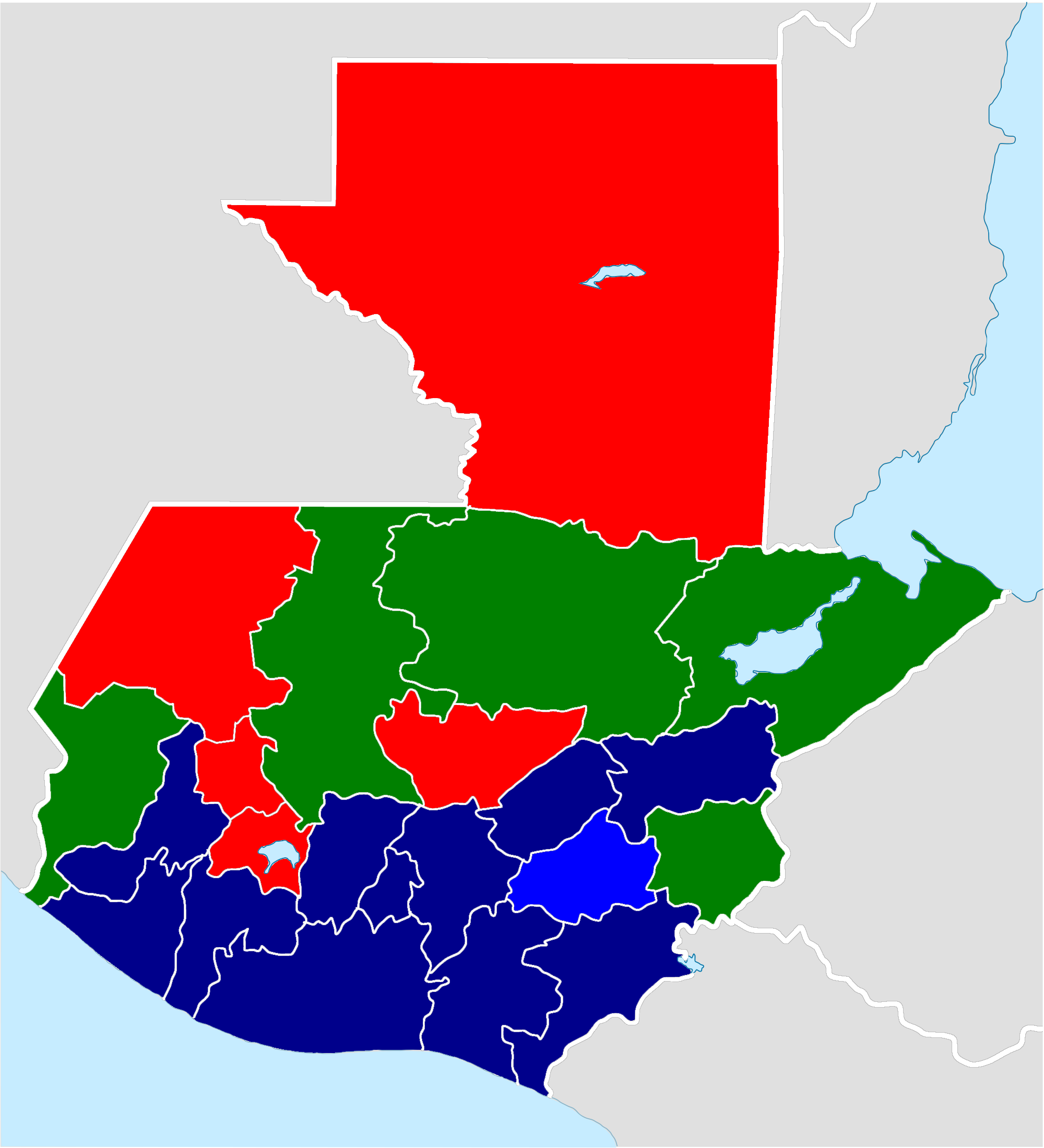
Résultats par département au premier tour de l'élection présidentielle guatémaltèque de 2015. Le rouge indique les départements remportés par Manuel Baldizón (LIDER) ; vert par Sandra Torres (UNE); bleu foncé pour Jimmy Morales (FCN-Nacion) ; et bleu clair par Mario Estrada (UCN)

L'élection générales guatémaltèque de 2015 se déroulent le 6 septembre 2015. 
Elles regroupent :
- l'élection présidentielle ;
- les  élections législatives.